# Medaille für Heldentum (Tschechien)

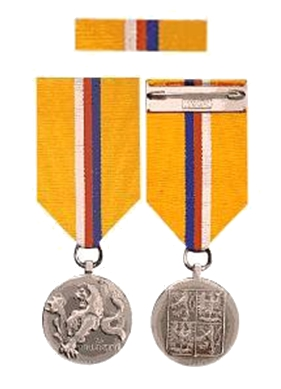
Avers und Revers der Tapferkeitsmedaille

Die Medaille für Heldentum (tschechisch Medaile Za hrdinství), auch Tapferkeitsmedaille, ist eine staatliche Auszeichnung der Tschechischen Republik.
Sie wurde per Gesetz 404/90 am 2. Oktober 1990 durch das tschechische Parlament in einer Stufe gestiftet. Ihre Verleihung erfolgt an all diejenigen, die unter Einsatz ihres eigenen Lebens andere Menschen aus Lebensgefahr gerettet oder Güter von erheblichem wirtschaftlichem Wert unter Lebensgefahr geborgen oder vor schlimmeren Schäden bewahrt haben. Die Tapferkeitsmedaille wird vom Präsidenten oder einem seiner Bevollmächtigten in einem festlichen Akt dem Beliehenen nebst Urkunde überreicht.

## Aussehen und Trageweise
Die aus Silber bestehende Medaille mit einem Durchmesser von 33 mm zeigt auf ihrem Avers den Böhmischen Löwen und darunter die zweizeilige Inschrift Za hrdinství (Für Heldentum). Das Revers zeigt das große Staatswappen der Tschechischen Republik und die darunter eingeschlagene Verleihungsziffer. Getragen wird die Medaille am 38 mm breiten Band in Originalgröße nur zu festlichen Anlässen an der linken oberen Brustseite. Das Ordensband ist goldgelb und zeigt mittig die Nationalfarben Tschechiens Weiß-Rot-Blau. Ihr Verhältnis beträgt 14,5 mm : 3 mm : 3 mm : 3 mm : 14,5 mm. Zur zivilen Kleidung wird eine 38 × 10 mm große Spange am Revers getragen, die die gleiche Beschaffenheit aufweist.